# As Time Goes By: The Great American Songbook, Volume II
As Time Goes By: the Great American Songbook 2 es el vigésimo primer álbum de estudio del cantante británico de rock Rod Stewart, publicado en 2003 a través de J Records. Es el segundo trabajo de la serie Great American Songbook, con la cual realiza una especie de tributo a los músicos de dicha ola musical.
Al igual que su álbum anterior recibió malas críticas por parte de la prensa especializada, pero un gran éxito a nivel comercial en los principales mercados mundiales.

## Recepción comercial y promoción
Tras ser puesto a la venta logró un gran éxito en las listas musicales, como por ejemplo en los Estados Unidos donde alcanzó el segundo puesto en la lista Billboard 200. Además, en dicho país fue certificado con doble disco de platino el 9 de enero de 2004, tras vender más de 2 millones copias. Por su parte, en el Reino Unido alcanzó el cuarto lugar en los UK Albums Chart y para 5 de diciembre de 2003 superó las 600 000 copias vendidas, equivalente a doble disco de platino. Además, recibió algunas certificaciones de oro y de platino en países como Argentina, Brasil, Canadá, Australia y Suecia, entre otros.
Para promocionarlo se lanzaron cuatro canciones como sencillos a lo largo de 2003, de los cuales «Time After Time» y «Bewitched, Bothered and Bewildered» entraron a los puestos 21 y 17 en la lista estadounidense Hot Adult Contemporary Tracks respectivamente.

## Lista de canciones
| N.º | Título                                                | Escritor(es)                                                    | Duración |  |
| 1.  | «Time After Time»                                     | Sammy Cahn, Jule Styne                                          | 2:59     |  |
| 2.  | «I'm in the Mood for Love»                            | Dorothy Fields, Jimmy McHugh                                    | 3:07     |  |
| 3.  | «Don't Get Around Much Anymore»                       | Duke Ellington, Bob Russell                                     | 2:48     |  |
| 4.  | «Bewitched, Bothered and Bewildered» (dueto con Cher) | Richard Rodgers, Lorenz Hart                                    | 4:14     |  |
| 5.  | «Till There Was You»                                  | Meredith Willson                                                | 2:51     |  |
| 6.  | «Until the Real Thing Comes Along»                    | Cahn, Saul Chaplin, L.E. Freeman, Mann Holiner, Alberta Nichols | 3:38     |  |
| 7.  | «Where or When»                                       | Rodgers, Hart                                                   | 3:10     |  |
| 8.  | «Smile»                                               | Charlie Chaplin, Geoffrey Claremont Parsons, John Phillips      | 3:13     |  |
| 9.  | «My Heart Stood Still»                                | Rodgers, Hart                                                   | 3:03     |  |
| 10. | «Someone to Watch over Me»                            | George Gershwin, Ira Gershwin                                   | 3:31     |  |
| 11. | «As Time Goes By» (dueto con Queen Latifah)           | Herman Hupfeld                                                  | 3:50     |  |
| 12. | «I Only Have Eyes for You» (dueto con Ana Belén)      | Al Dubin, Harry Warren                                          | 3:08     |  |
| 13. | «Crazy She Calls Me»                                  | Russell, Carl Sigman                                            | 3:28     |  |
| 14. | «Our Love Is Here to Stay»                            | G. Gershwin, I. Gershwin                                        | 2:57     |  |

| Pista adicional solo para Japón y Reino Unido |                      |                              |          |  |
| N.º                                           | Título               | Escritor(es)                 | Duración |  |
| 15.                                           | «My Favorite Things» | Rogers, Oscar Hammerstein II | 2:55     |  |

| Pistas adicionales solo para Japón |                                                     |                             |          |  |
| N.º                                | Título                                              | Escritor(es)                | Duración |  |
| 16.                                | «These Foolish Things (Remind Me of You)» (en vivo) | Jack Strachey, Holt Marvell | 3:47     |  |
| 17.                                | «The Way You Look Tonight» (en vivo)                | Jerome Kern, Dorothy Fields | 3:50     |  |

## Posicionamiento en listas
| País           | Lista                 | Posición |
| -------------- | --------------------- | -------- |
| Canadá         | Canadian Albums Chart | 1        |
| Estados Unidos | Billboard 200         | 2        |
| Polonia        | Polish Music Charts   | 2        |
| Reino Unido    | UK Albums Chart       | 4        |
| Australia      | ARIA Charts           | 7        |
| Suecia         | Sverigetopplistan     | 8        |
| Irlanda        | Irish Music Charts    | 14       |
| Bélgica        | Ultratop (Flandes)    | 26       |
| España         | Top 100 Álbumes       | 27       |
| Países Bajos   | MegaCharts            | 35       |
| Alemania       | Media Control Charts  | 38       |
| Nueva Zelanda  | RIANZ Charts          | 42       |
| Suiza          | Swiss Music Charts    | 79       |
| Japón          | Japan Albums Chart    | 152      |

## Certificaciones
| País           | Organismo certificador | Certificación    | Ventas certificadas | Ref.   |
| -------------- | ---------------------- | ---------------- | ------------------- | ------ |
| Estados Unidos | RIAA                   | 2x Doble platino | 2 000               | [ 5 ]  |
| Reino Unido    | BPI                    | 2x Doble platino | 600 000             | [ 7 ]  |
| Canadá         | CRIA                   | 2x Doble platino | 200 000             | [ 19 ] |
| Australia      | ARIA                   | 2x Doble platino | 140 000             | [ 20 ] |
| Brasil         | ABPD                   | Platino          | 100 000             | [ 21 ] |
| Argentina      | CAPIF                  | Platino          | 40 000              | [ 22 ] |
| Polonia        | ZPAV                   | Platino          | 20 000              | [ 23 ] |
| Suecia         | GLF                    | Oro              | 30 000              | [ 24 ] |

## Músicos
- Rod Stewart: voz
- Aaron Kaplan, Larry Koonse, Dean Parks, Jimmy Rip, Frank Simes y David Spinozza: guitarra
- Elena Barere, Avril Brown, Cenovia Cummins, Maura Giannini, Ann Leathers, Jan Mullen, Richard Sortomme, Marti Sweet, Yuri Vodovoz y Carol Webb: violín
- Tom Barney, David Finck, Chris Golden y Reggie McBride: bajo
- Adrian Benjamin, Monica Gerrard, Mary Hammann y Vince Lionti: viola
- Lawrence Feldman: clarinete
- John Ferraro, Joe La Barbera, Warren Odze y Frank Vilardi: batería
- Henry Hey y Peter Nero: piano
- Ann Kim, Jeanne LeBlanc, Richard Locker y Mark Orrin Shuman: chelo
- Rob Mathes: teclados, guitarra y piano
- Carl Struken: guitarra y piano
- Phillippe Saisse: teclados
- Shawn Pelton: batería y percusión
- Arturo Sandoval: trompeta
- Doug Webb: clarinete, saxofón, saxofón alto